# The Unimaginable Life
The Unimaginable Life è il nono album in studio da solista del musicista statunitense Kenny Loggins, pubblicato nel 1997.

## Tracce
1. Let the Pendulum Swing (Julia Loggins, Steve Wood) - 2:17
2. Just Breathe (Loggins, Chris Rodriguez, Steve George) - 6:10
3. I Am Not Hiding (Loggins, Steve George) - 5:05
4. All I Ask (Loggins, Babyface) - 6:00
5. Now That I Know Love (Loggins, Steve George) - 7:03
6. The Art of Letting Go (Loggins, Michael Ruff) - 7:28
7. One Chance at a Time (Loggins, Glen Ballard) - 7:18
8. Love's Got Nothin' to Prove (Loggins, John Barnes) - 5:27
9. This Island Earth (Loggins) - 5:20
10. No Doubt About Love (Loggins, Babyface) – 4:26
11. The Rest of Your Life (K. Loggins, Julia Loggins, Jonathan Butler) - 4:57
12. Birth Energy (Loggins) - 6:41
13. The Unimaginable Life (Loggins, David Foster) - 6:05
14. Your Spirit and My Spirit (Loggins) - 1:46